# Kounice
Kounice è un comune mercato della Repubblica Ceca facente parte del distretto di Nymburk, in Boemia Centrale.